# رویا (استان سلیزیا سفلی)
رؤیا (به لهستانی:  Ruja) یک روستا در لهستان است که در گمینا رؤیا واقع شده‌است.